# Hill GH1
Chronologie des modèles (1975)
Lola T370 Lola LC87
La Lola T371, rebaptisée Hill GH1, est une monoplace de Formule 1 conçue par Lola Cars et engagée par l'écurie britannique Embassy-Hill lors du championnat du monde de Formule 1 1975. Elle est chaussée de pneumatiques Goodyear et propulsée par un moteur V8 Ford-Cosworth DFV.
La T371 remplace la Lola T370, qui a pris part au deux premières manches de la saison. La T371 n'est engagée sous cette dénomination que pour sa première apparition, lors du Grand Prix d'Afrique du Sud. À la suite du départ de l'ingénieur Andy Smallman, le concepteur de la T371, de Lola pour Embassy-Hill, la monoplace est renommée Hill GH1.
Cette monoplace est pilotée par l'Allemand Rolf Stommelen, remplacé par les Australiens Vern Schuppan et Alan Jones. Un second baquet est confié au Français François Migault puis au Britannique Tony Brise.

## Résultats en championnat du monde de Formule 1

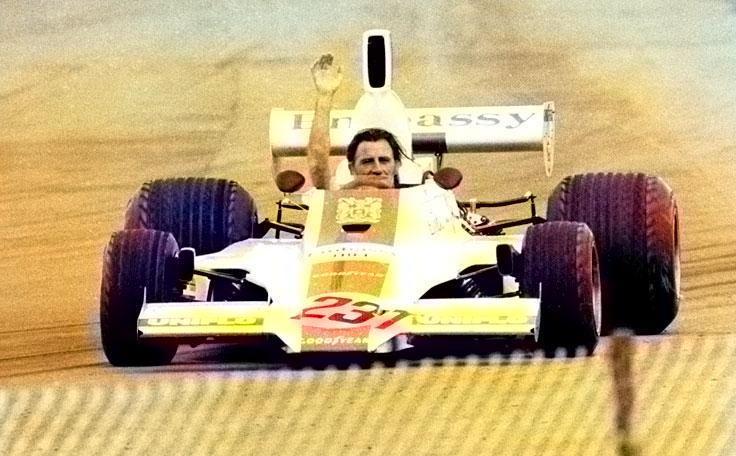
Graham Hill, sans casque, saluant son public pour le dernier Grand Prix de sa carrière, à Silverstone.

| Saison | Écurie                          | Moteur               | Pneumatiques | Pilotes          | Courses | Courses | Courses | Courses | Courses | Courses | Courses | Courses | Courses | Courses | Courses | Courses | Courses | Courses | Points inscrits | Classement |
| Saison | Écurie                          | Moteur               | Pneumatiques | Pilotes          | 1       | 2       | 3       | 4       | 5       | 6       | 7       | 8       | 9       | 10      | 11      | 12      | 13      | 14      | Points inscrits | Classement |
| ------ | ------------------------------- | -------------------- | ------------ | ---------------- | ------- | ------- | ------- | ------- | ------- | ------- | ------- | ------- | ------- | ------- | ------- | ------- | ------- | ------- | --------------- | ---------- |
| 1975   | Embassy Racing with Graham Hill | Ford-Cosworth DFV V8 | Goodyear     |                  | ARG     | BRÉ     | AFS     | ESP     | MON     | BEL     | SUÈ     | P-B     | FRA     | GBR     | ALL     | AUT     | ITA     | USA     | 3               | 11e        |
| 1975   | Embassy Racing with Graham Hill | Ford-Cosworth DFV V8 | Goodyear     | Rolf Stommelen   |         |         | 7e      | Abd.    |         |         |         |         |         |         |         | 16e     | Abd.    |         | 3               | 11e        |
| 1975   | Embassy Racing with Graham Hill | Ford-Cosworth DFV V8 | Goodyear     | François Migault |         |         |         | Nc.     |         | Abd.    |         |         |         |         |         |         |         |         | 3               | 11e        |
| 1975   | Embassy Racing with Graham Hill | Ford-Cosworth DFV V8 | Goodyear     | Graham Hill      |         |         |         |         | Nq      |         |         |         |         |         |         |         |         |         | 3               | 11e        |
| 1975   | Embassy Racing with Graham Hill | Ford-Cosworth DFV V8 | Goodyear     | Tony Brise       |         |         |         |         |         | Abd.    | 6e      | 7e      | 7e      | 15e     | Abd.    | 15e     | Abd.    | Abd.    | 3               | 11e        |
| 1975   | Embassy Racing with Graham Hill | Ford-Cosworth DFV V8 | Goodyear     | Vern Schuppan    |         |         |         |         |         |         | Abd.    |         |         |         |         |         |         |         | 3               | 11e        |
| 1975   | Embassy Racing with Graham Hill | Ford-Cosworth DFV V8 | Goodyear     | Alan Jones       |         |         |         |         |         |         |         | 13e     | 16e     | 10e     | 5e      |         |         |         | 3               | 11e        |

Légende : ici 